# 杉田直樹
杉田 直樹（すぎた なおき、1887年9月3日 - 1949年8月29日）は、日本の医学者、精神科医。

## 経歴
1887年、東京府生まれ。第一高等学校に入学し、高校在学時代の友人に谷崎潤一郎がいた。その後東京帝国大学に進学し卒業する。欧米に留学。帰国後に東京帝国大学助教授となり、松沢病院副院長。1931年名古屋医科大学教授、戦後名古屋大学教授となるがほどなく死去した。

## 家族・親族
妹の息子に小田切秀雄、小田切進がいる。

## 著書
- 臨牀神経病学総論 伊丹繁共編 金原商店 1915
- 最新精神病学 下田光造共著 克誠堂書店 1922
- 低能児及不良児の医学的考察 中文館書店 1923
- 神経症状の病理及療法 医海時報社 1923 (研究より実地へ)
- 生殖と遺伝の原理並に其実際問題 警醒社書店 1923 (市民自由大学講座)
- 大脳の生理及び病理 内外書房 1924 (内外思想叢書)
- 異常児童の病理 内外書房 1924 (内外思想叢書)
- 天才児の教育 白揚社 1924
- 神経質児童の躾け方 白揚社 1925
- 小精神病学 金原商店 1928 (教科用簡明医学叢書)
- 医学と現代生活 春秋社 1930 (春秋文庫)
- 優生学と犯罪及精神病 雄山閣 1932
- 神経衰弱症 臨牀解説 金原商店 1934
- 治療教育学 児童教育講座 叢文閣 1935
- 社会病理学 第1 不良少年篇 大日本図書 1936
- 神経性不眠症 臨牀医学講座 金原商店 1936
- 民族の科学 三州閣 1942
- 青年期の医学 男性篇 昭和書房 1942 (国民医学叢書)
- 現代の精神分析 羽田書店 1947
- ヒステリイ 日本医書出版 1947
- 処女の書 日本学芸社 1948
- 生活闘争の秘訣 秀水社 1948
- いかに生きるか 秀水社 1949

## 参考
- 日本人名大辞典